# محافظة كرابي
محافظة كرابي (بالتايلاندية: กระบี่) و (بالإنجليزية: Krabi)‏ هي واحدة من محافظات تايلاند الخمس والسبعين تجاور محافظة فانغ نغا ومحافظة سورات ثاني ومحافظة ناخون سي تاممارات ومحافظة ترانغ وتجاورها من الغرب محافظة بوكيت من دون أي حدود برية.

## الجغرافيا
تقع المحافظة على بحر أندامان وهي من الحافطات الجنوبية لتايلاند ويبرز الحجر الجيري سواء على الأرض أو في الجزر وتقع في المحافظة ما يقارب 154 جزيرة وتعتبر شواطئ كرابي من وجهات السفر المميزة في تايلاند.

## السكان
سكان كرابي خليط من البوذيين والتايلاندين من اصول صينية وحوالي 42% من سكان كرابي من المسلمين التي يشكلون الأغلبية في المناطق الريفية.

## الاحداث والمهرجانات
نظرا للتنوع العرقي في كرابي فهناك خلفيات متنوعة من الاحتفالات في كرابي فيحتفل السكان المحلين دائما بالمهرجانات الدينية سواء المناسبات البوذية الصينية أو التايلاندية أو الأعياد الإسلامية.

## الرعاية الصحية
هناك ثلاثة مستشفيات رئيسية في كرابي بالإضافة إلى الكثير من العيادات والصيدليات المنتشرة في كل مكان.

## التقسيمات الادارية
تنقسم كرابي إلى 8 مقاطعة داخلية وتنقسم هذه المقاطعات إلى 53 مقاطعة فرعية (بلدية) و 374 قرية.
| 1. كرابى موانج 2. تم خاو 3. لوك أ 4. فرايا بلي 5. لام ثاب 6. خلونج نويا | 1. كو لانتا 2. توم خلونج |